# Махлино
Махлино — деревня в Юрьев-Польском районе Владимирской области России, входит в состав Красносельского сельского поселения.

## География
Деревня расположена в 19 км на северо-запад от райцентра города Юрьев-Польский.

## История
В XIX — начале XX века деревня входила в состав Горкинской волости Юрьевского уезда, с 1925 года — в составе Юрьевской волости Юрьев-Польского уезда Иваново-Вознесенской губернии. В 1859 году в деревне числилось 8 дворов, в 1905 году — 22 двора.
С 1929 года деревня входила в состав Горкинского сельсовета Юрьев-Польского района, с 2005 года — в составе Красносельского сельского поселения.

## Население
| 1859 | 1905 | 2002 | 2010 | 2021 |
| ---- | ---- | ---- | ---- | ---- |
| 76   | ↗164 | ↘2   | ↘0   | ↗5   |